# Tamias sonomae
Tamias sonomae är en däggdjursart som först beskrevs av Grinnell 1915.  Den ingår i släktet jordekorrar och familjen ekorrar. IUCN kategoriserar arten globalt som livskraftig.

## Underarter
Inga underarter finns listade i Catalogue of Life, medan Wilson & Reeder samt Encyclopedia of Life skiljer mellan följande två underarter:
- T. sonomae sonomae
- T. sonomae alleni

## Beskrivning
Pälsen har rödbrun ryggsida och rostfärgade sidor med fem svarta, otydligt avgränsade strimmor på rygg och sidor, separerade av fyra grå till brunaktiga fält. Buken är krämfärgad. Mörka strimmor finns även på huvudet, men dessa är rödaktiga till brunaktiga, inte svarta. Längden är 22 till 23 cm, inklusive den 9 till 10 cm långa svansen. Vikten varierar från 42 till 65 g. Av de två underarterna är nominatunderarten (T. s. sonomae) något större än T. s. alleni, och med ljusare päls.

## Ekologi
Arten förekommer i buskartade habitat som tät chaparral, skogsgläntor med buskartad undervegetation och buskage längs vattendrag. Den förekommer från havsytans nivå till 2 100 meters höjd i bergen. Ekorren är dagaktiv och vanligtvis marklevande, där den gömmer sig i gamla timmerstockar och klippskrevor. Man har dock påträffat ett bo på en trädgren 15 meter över marken. Födan består av frön, frukter, svamp och dylikt som söks på marken och bland buskage. Den gömmer mat i olika underjordiska förråd. Arten har ingen egentlig vintervila, och tros endast stanna i boet under svåra vinterstormar.

### Fortplantning
Arten leker en gång per år, om våren. Hanar kan vandra över långa avstånd för att tävla med varandra om brunstiga honor, något som bidrar till hanarnas högre dödlighet. Efter en dräktighet på omkring 31 dagar föder honan en kull på 3 till 5 ungar, som hon diar i mellan 39 och 45 dagar.

## Utbredning
Utbredningsområdet omfattar nordvästra Kalifornien i USA. Underarten T. s. sonomae lever i norra delen av utbredningsområdet, och T. s. alleni i södra.